# Brian Welch
Brian Philip Welch (Bakersfield (Californië), 19 juni 1970) is een Amerikaanse gitarist/zanger.
Hij werd bekend als gitarist "Head" van de band Korn. Op 22 februari 2005 maakte hij zijn vertrek uit de band bekend. Welch had zich bekeerd tot het christendom en had daarna moeite gekregen met de muziek van Korn. In 2013 keerde hij echter terug bij de band.
Op 9 september 2008 bracht Welch het solo-album Save Me from Myself uit, dat positief werd ontvangen. Begin februari 2012 maakte Welch bekend dat hij voortaan onder de naam Love And Death ging optreden. In januari 2013 verscheen van Love And Death het debuutalbum: Between Here & Lost. 
Naast muzikant is Brian Welch auteur.

## Discografie

### KoЯn
- KoЯn [1994]
- Life Is Peachy [1996]
- Follow The Leader [1998]
- Issues [1999]
- Untouchables [2002]
- Take A Look In The Mirror [2003]
- The Paradigm Shift [2013]

### Head
- Save Me From Myself [2008]

### Love And Death
- Chemicals EP [2012]
- Between Here & Lost [2013]